# Gustave Ador
Gustave Ador (n. 23 decembrie 1845, Cologny - d. 31 martie 1928, Geneva) a fost un politician elvețian. A fost ales în Consiliul Federal al Elveției pe data de 26 iunie 1917 și a predat puterea pe 31 decembrie 1919. A fost afiliat la Partidul liberal din Elveția. Ador a fost Președinte al Confederației Elvețiene în anul 1919.